# Stollen der Erinnerung

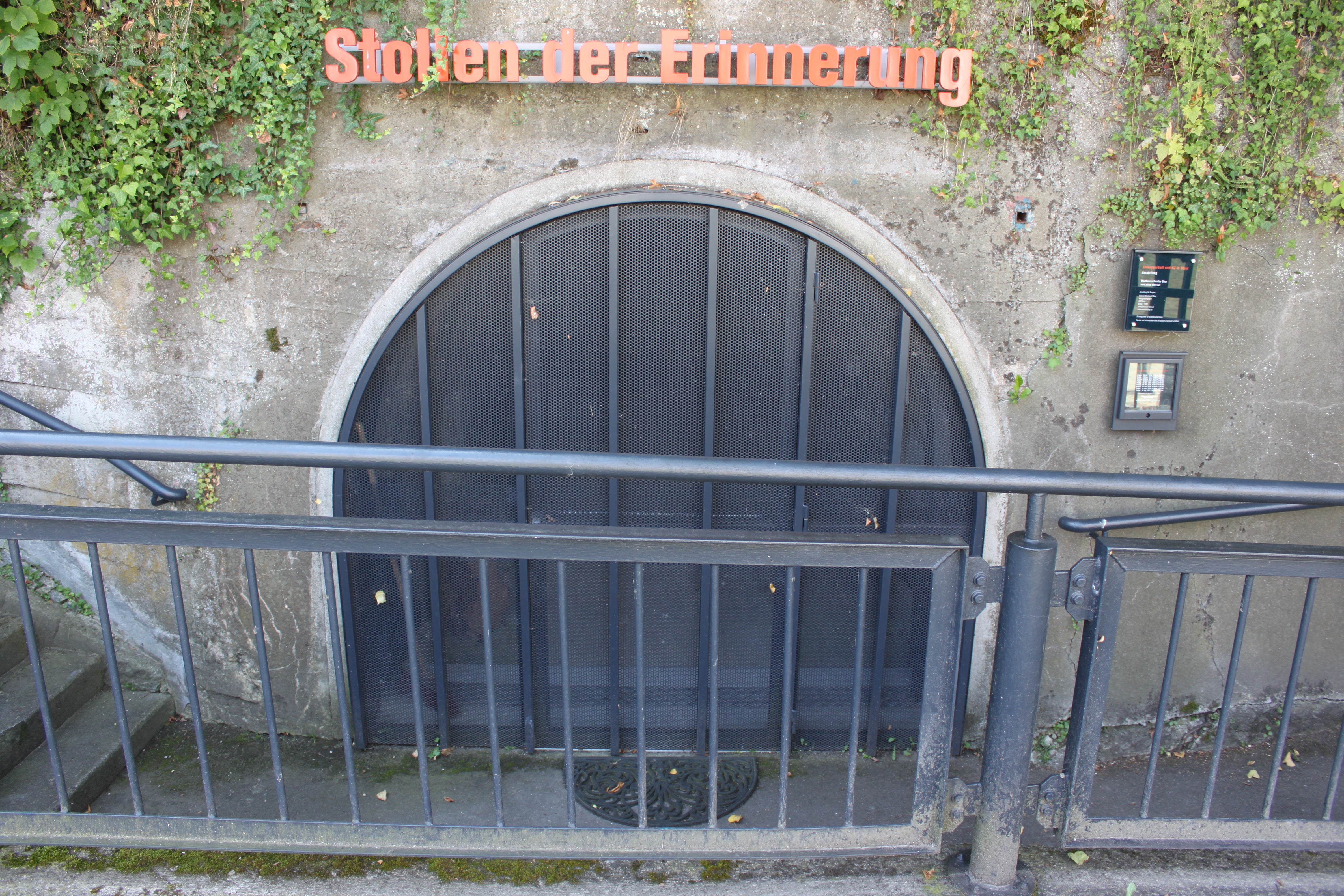
Eingangsportal am Uferweg der Steyr

Der Stollen der Erinnerung ist eine Dauerausstellung zur Thematik Zwangsarbeit und Konzentrationslager in der Stadt Steyr in Oberösterreich. Die Ausstellung befindet sich in einem ehemaligen Luftschutzbunker unter dem Schloss Lamberg, welcher 1943 von den Zwangsarbeitern vom KZ-Nebenlager Steyr-Münichholz erbaut wurde.
Trägerverein und für den Inhalt der Ausstellung verantwortlich ist das Mauthausen Komitee Steyr. Die wissenschaftliche Kuration erfolgte durch die Historikerin Regina Wonisch in Zusammenarbeit mit einem Kuratorenteam des Vereins, das an der inhaltlichen Konzeption mitwirkte. Der Verein wurde wissenschaftlich und konzeptionell beraten vom Zeithistoriker Bertrand Perz. Dem Museum Arbeitswelt Steyr obliegt die pädagogische Betreuung. Die Ausstellungsgestaltung stammt von Bernhard Denkinger. Sie wurde in mehreren Architekturmagazinen publiziert.

## Geschichte
Der Stollen selbst wurde 1943 durch Häftlinge des KZ-Nebenlagers Steyr-Münichholz erbaut und diente der Zivilbevölkerung bei Bombenangriffen als Schutzraum. Ziel der Angriffe war die Rüstungsproduktion in und um Steyr.
Die Ausstellung wurde nach einer Idee von Karl Ramsmaier nach über 10-jähriger Planungsphase am 25. Oktober 2013 eröffnet. In den 1990er Jahren bestand bereits die Idee, eine Ausstellung zum Thema Nationalsozialismus, Zwangsarbeit und KZ in Steyr zu gestalten. Das dafür vorgesehene Gebäude, die letzte Baracke des KZ Steyr–Münichholz, wurde jedoch 1993 illegal abgerissen, wodurch die Idee zu scheitern drohte.
Im Jahre 2003 wurde durch das Mauthausen Komitee eine neuerliche Initiative zur Umsetzung einer Ausstellung über Zwangsarbeit und Nationalsozialismus gestartet. 2010 beauftragte man den Wiener Architekten Bernhard Denkinger mit der Ausarbeitung eines Gestaltungsvorschlages für eine Ausstellung im sogenannten Lambergstollen, der 2011–2013 realisiert wurde.

## Ausstellung

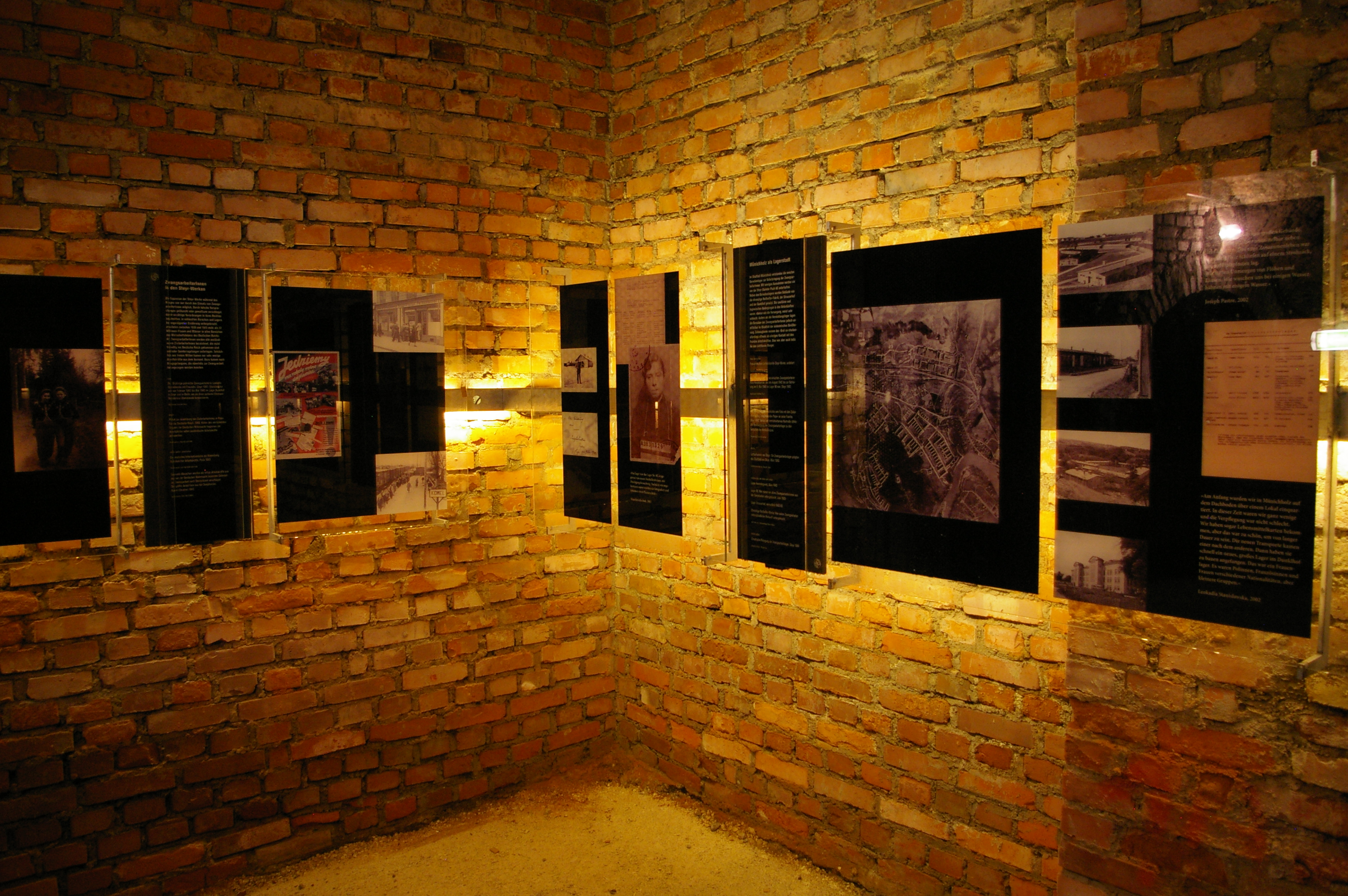
Ausstellungsabschnitt im Stollen der Erinnerung

Der Weg durch die 140 Meter lange, U–förmige Stollenanlage folgt einem chronologischen Aufbau und beleuchtet die Jahre 1938 bis 1945. Ein besonderes Augenmerk der Ausstellung liegt auf dem KZ-Nebenlager Steyr–Münichholz und den Zwangsarbeitern in Steyr. Prominent thematisiert werden zudem die Geschichte des Widerstandes in Steyr und der Umgang mit der NS-Vergangenheit in den Jahren von 1945 bis zur Gegenwart.
Dem Gedenken an die KZ-Häftlinge, Zwangsarbeiter und Zeitzeugen wird durch die Verwendung von Zitaten und Berichten Einzelner Rechnung getragen. Ergänzt werden diese biografischen Elemente durch historische Dokumente und Fotografien, die zugleich die historischen Zusammenhänge erklären. Auf Originalobjekte wurde aufgrund der Feuchtigkeit im Stollen der Erinnerung verzichtet.

## Auszeichnungen
- 2014 Österreichischer Museumspreis Förderungspreis
- 2015 Hans-Maršálek-Preis für den Stollen der Erinnerung an das Mauthausen Komitee Steyr[7]
- 2015 Rat für Formgebung, Frankfurt: German Design Award 2016 – Special Mention (Design: Bernhard Denkinger) gallery.designpreis.de